# HD91344
HD91344 — хімічно пекулярна зоря спектрального класу F0, що має видиму зоряну величину в смузі V приблизно  8,5.
Вона  розташована на відстані близько 847,2 світлових років від Сонця.